# Orpund
Orpund (toponimo tedesco; in francese Orpond, anticamente Orpondes) è un comune svizzero di 2 734 abitanti del Canton Berna, nella regione del Seeland (circondario di Bienne).

## Monumenti e luoghi d'interesse

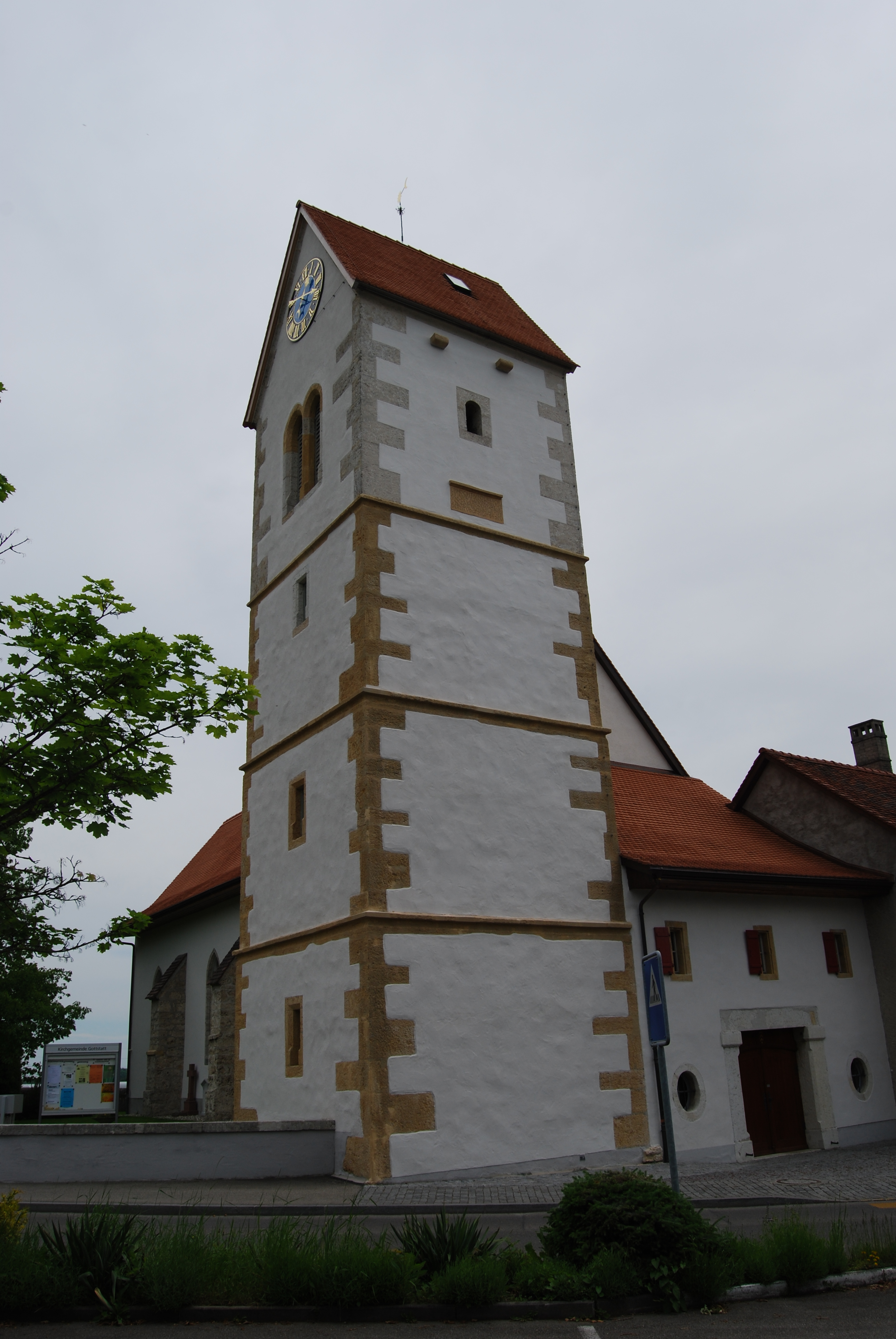
La chiesa riformata

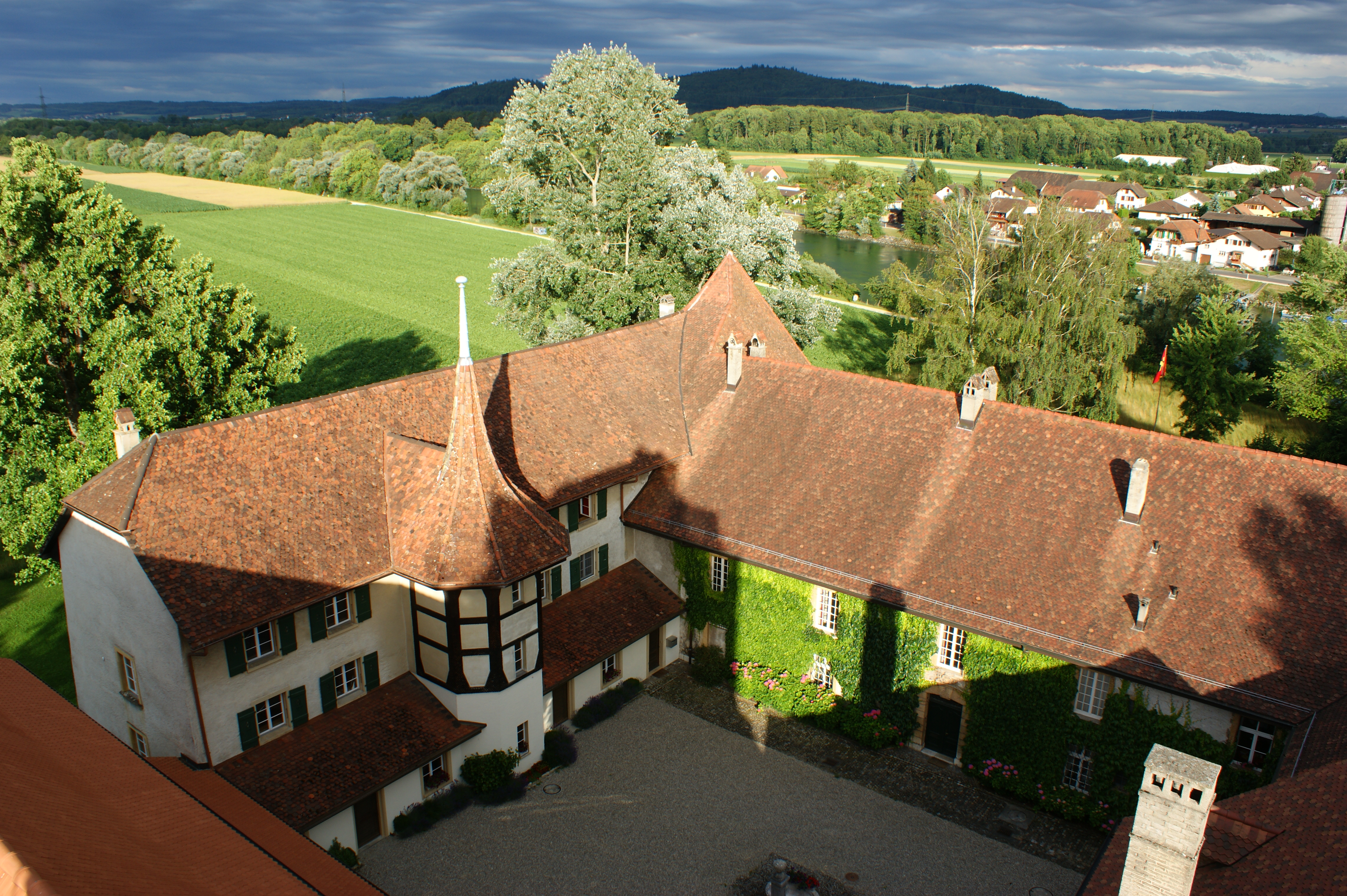
L'ex abbazia di Gottstatt

- Chiesa riformata (già chiesa conventuale di Santa Maria), eretta nel 1255[1][2];
- Ex abbazia di Gottstatt, fondata nel 1255 e soppressa nel 1528[2].

## Società

### Evoluzione demografica
L'evoluzione demografica è riportata nella seguente tabella:
Abitanti censiti

### Lingue e dialetti
Orpund è un comune bilingue (tedesco, francese).

## Amministrazione
Ogni famiglia originaria del luogo fa parte del cosiddetto comune patriziale e ha la responsabilità della manutenzione di ogni bene comune.